# Okresní soud v Děčíně
Okresní soud v Děčíně je okresní soud se sídlem v Děčíně, jehož odvolacím soudem je Krajský soud v Ústí nad Labem. Rozhoduje jako soud prvního stupně ve všech trestních a civilních věcech, ledaže jde o specializovanou agendu (nejzávažnější trestné činy, insolvenční řízení, spory ve věcech obchodních korporací, hospodářské soutěže, duševního vlastnictví apod.), která je svěřena krajskému soudu.
Soud se nachází v historické budově bývalé radnice s bezbariérovým přístupem na Masarykově náměstí. Novogotickou budovu navrhl bavorský dvorní architekt Johann Gottfried Gutensohn (1842–1843). Od roku 1958 je chráněna jako kulturní památka.

## Soudní obvod
Obvod Okresního soudu v Děčíně se shoduje s okresem Děčín, patří do něj tedy území těchto obcí:
Arnoltice •
Benešov nad Ploučnicí •
Bynovec •
Česká Kamenice •
Děčín •
Dobkovice •
Dobrná •
Dolní Habartice •
Dolní Podluží •
Dolní Poustevna •
Doubice •
Františkov nad Ploučnicí •
Heřmanov •
Horní Habartice •
Horní Podluží •
Hřensko •
Huntířov •
Chřibská •
Janov •
Janská •
Jetřichovice •
Jílové •
Jiřetín pod Jedlovou •
Jiříkov •
Kámen •
Krásná Lípa •
Kunratice •
Kytlice •
Labská Stráň •
Lipová •
Lobendava •
Ludvíkovice •
Malá Veleň •
Malšovice •
Markvartice •
Merboltice •
Mikulášovice •
Rumburk •
Růžová •
Rybniště •
Srbská Kamenice •
Staré Křečany •
Starý Šachov •
Šluknov •
Těchlovice •
Valkeřice •
Varnsdorf •
Velká Bukovina •
Velký Šenov •
Verneřice •
Veselé •
Vilémov